# 金鵬航空
金鵬航空（きんほうこうくう）は中華人民共和国上海市に本拠を置く航空会社。中国内では中国貨運航空に次ぐ2番目の貨物航空会社である揚子江快運航空（ようすこう-かいうん-こうくう）として設立された。日本においても、関西国際空港に飛来している。

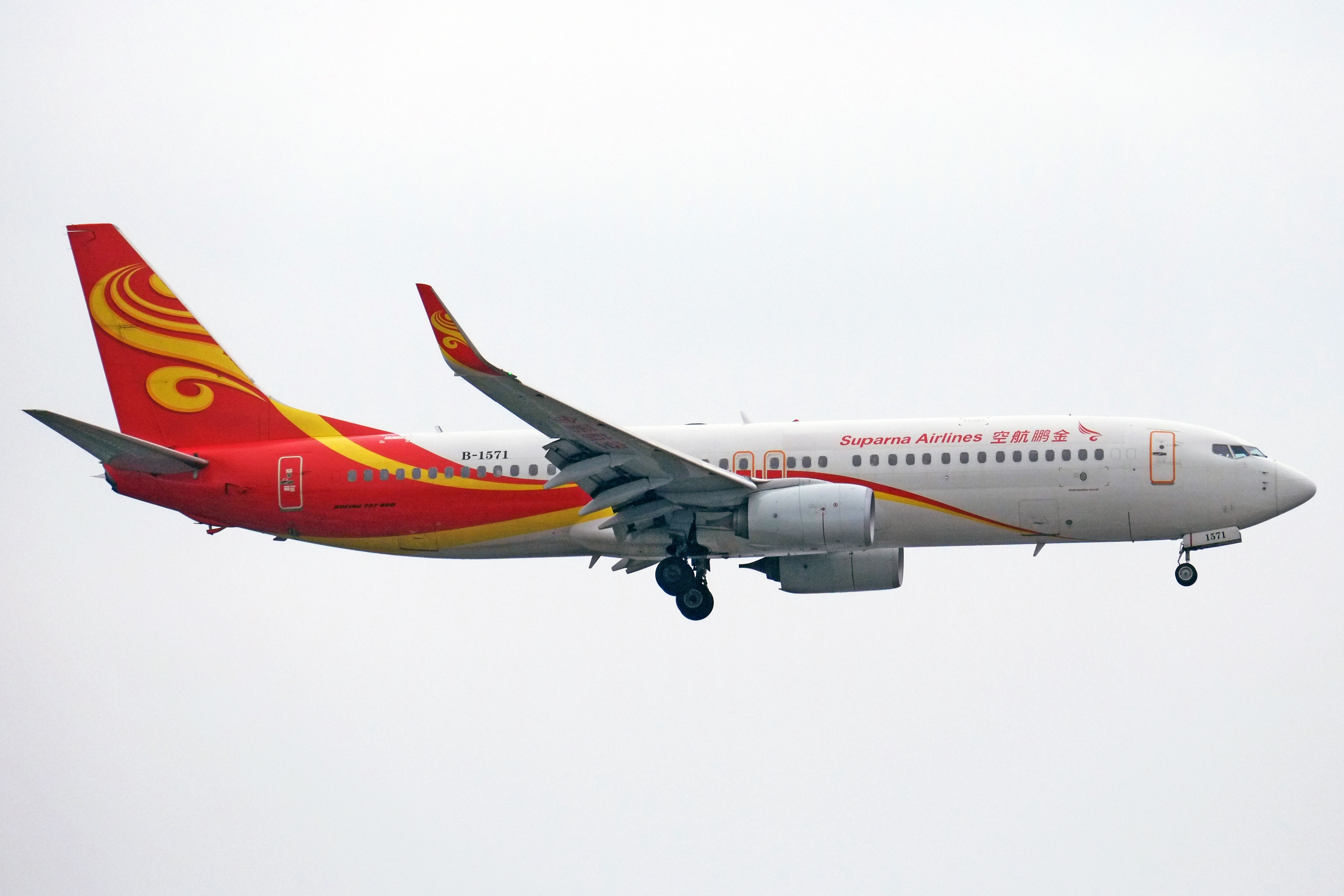
ボーイング 737-800

## 沿革
- 2002年7月 海南航空グループが揚子江快運航空公司を設立する。資本金は5億元、持ち株の割合は海南航空グループが85%、海南航空が5%、上海機場集団が10%であった。
- 2006年1月12日　協議により持ち株割合が、海南航空グループが51%、中華航空が25%、陽明海運が12%、万海海運が6%、China Container Express Lines Incが6%となる。
- 2014年3月　中国の民間航空会社としては初めて、世界一周路線（上海浦東-アンカレッジ-シカゴ-フランクフルト/ハーン-天津-上海浦東）の運航を開始する。
- 2015年7月　民航局より旅客営業の許可を取得する。
- 2015年11月　初の旅客機となるボーイング737-800を受領する。
- 2015年12月　初の旅客路線となる上海浦東-三亜線の運航を開始する。
- 2017年7月　社名を揚子江快運航空から金鵬航空へ変更する。

## 就航都市

### 貨物
| 国             | 都市           | 空港                                         | 備考 |
| -------------- | -------------- | -------------------------------------------- | ---- |
| 中国           | 南京           | 南京禄口国際空港                             |      |
| 中国           | 重慶           | 重慶江北国際空港                             |      |
| オランダ       | アムステルダム | アムステルダム・スキポール空港               |      |
| アメリカ合衆国 | アンカレッジ   | テッド・スティーブンス・アンカレッジ国際空港 |      |
| アメリカ合衆国 | シカゴ         | シカゴ・オヘア国際空港                       |      |
| メキシコ       | メキシコシティ | メキシコシティ国際空港                       |      |

### 旅客
| 国   | 都市       | 空港                       | 備考 |  |
| ---- | ---------- | -------------------------- | ---- |  |
| 中国 | 上海       | 上海浦東国際空港           |      |  |
| 中国 | 武漢       | 武漢天河国際空港           |      |  |
| 中国 | 鄭州       | 鄭州新鄭国際空港           |      |  |
| 中国 | 青島       | 青島膠東国際空港           |      |  |
| 中国 | 貴陽       | 貴陽龍洞堡国際空港         |      |  |
| 中国 | ウルムチ   | ウルムチ地窩堡国際空港     |      |  |
| 中国 | 呼和浩特   | フフホト白塔国際空港       |      |  |
| 中国 | ハイラル   | フルンボイル・ハイラル空港 |      |  |
| 中国 | 済南       | 済南遥墻国際空港           |      |  |
| 中国 | 綿陽       | 綿陽南郊空港               |      |  |
| 中国 | トルファン | トルファン交河空港         |      |  |
| 中国 | 蘭州       | 蘭州中川空港               |      |  |
| 中国 | 桂林       | 桂林両江国際空港           |      |  |
| 中国 | 三亜       | 三亜鳳凰国際空港           |      |  |

## 機材

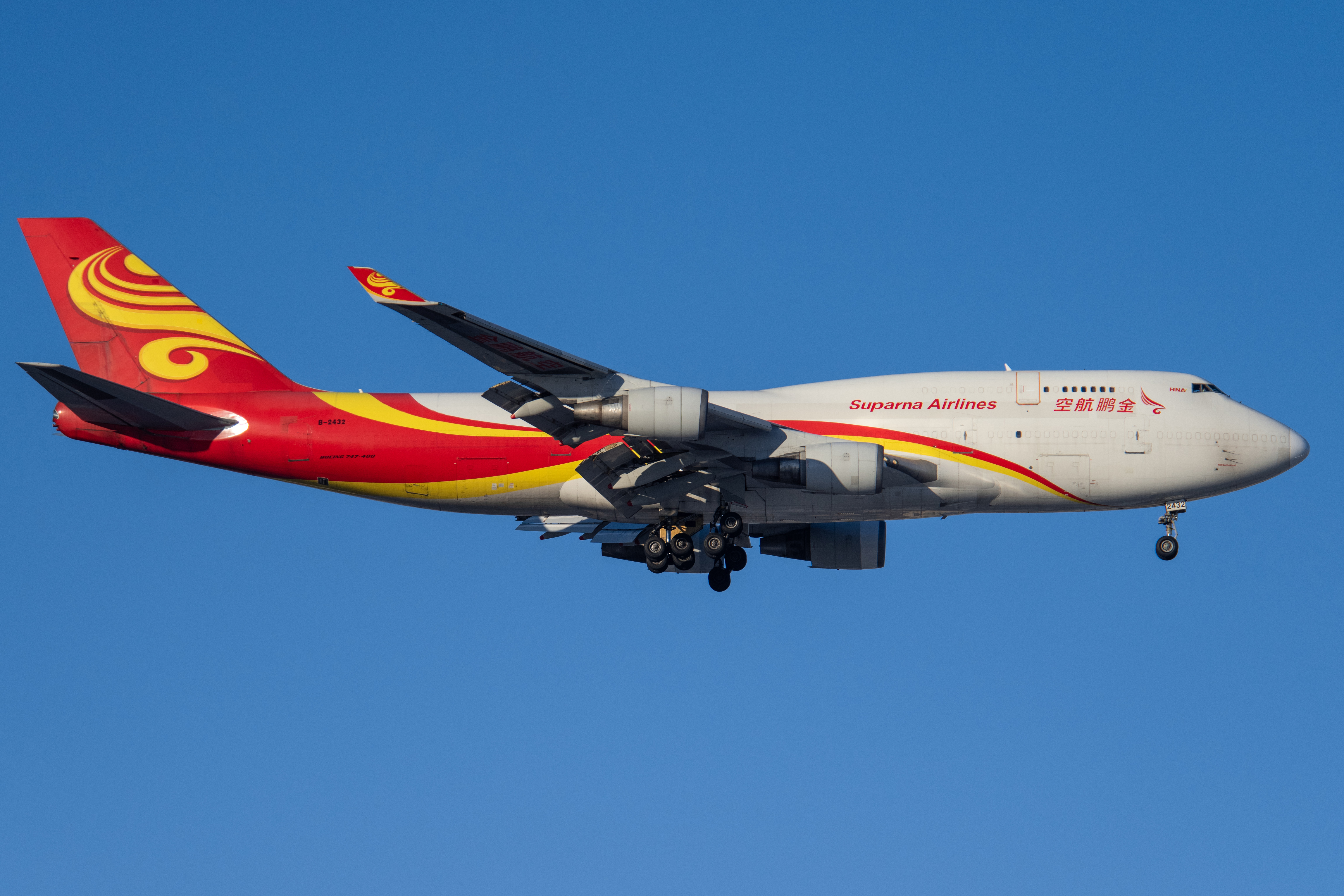
ボーイング 747-400BDSF（元全日本空輸のJA402A）

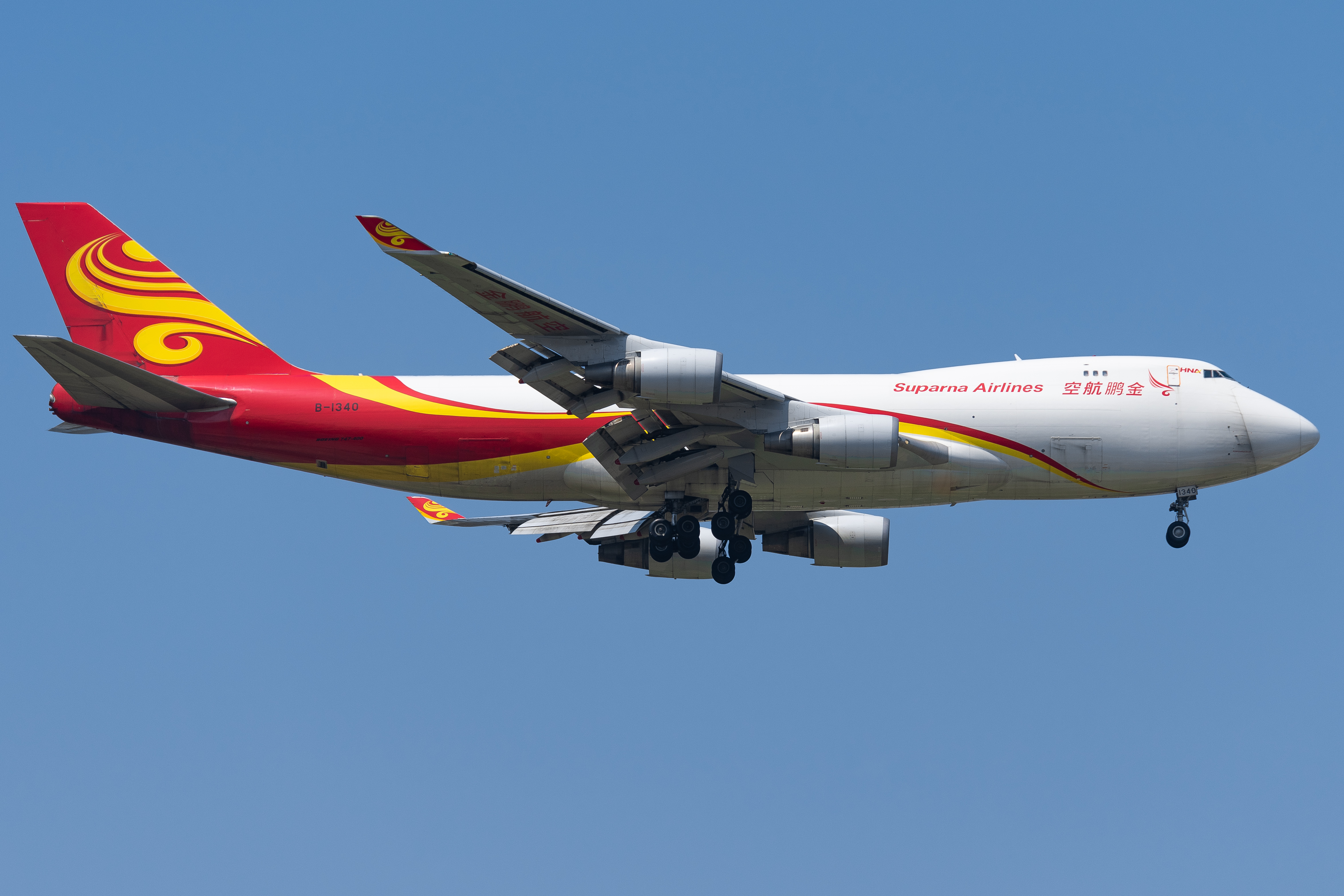
ボーイング 747-400ERF

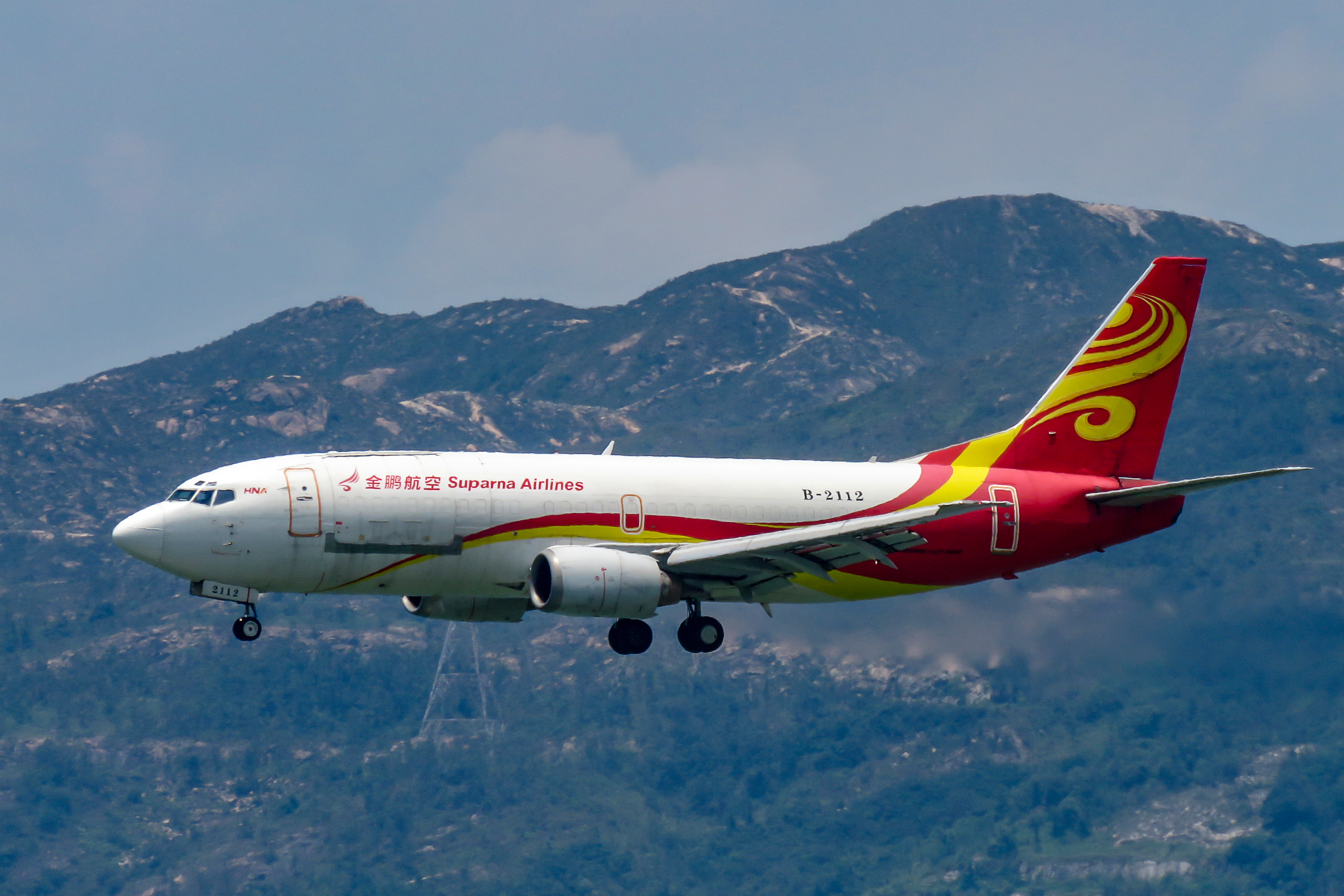
ボーイング 737-300F

2025年2月時点での運用中機材は以下の通り。
| 機種               | 保有数 | 発注数 | 備考 |
| ------------------ | ------ | ------ | ---- |
| ボーイング737-800  | 10     | ー     |      |
| ボーイング747-400F | 2      | ー     |      |
| 合計               | 12     |        |      |

1. ↑   日本発着国際線 旅客機アルバム (2018-2019). イカロス出版. p. 300
2. ↑  “Suparna Airlines Fleet |  Airfleets  aviation”. www.airfleets.net. 2018年8月5日閲覧。